# ユーダイモニア

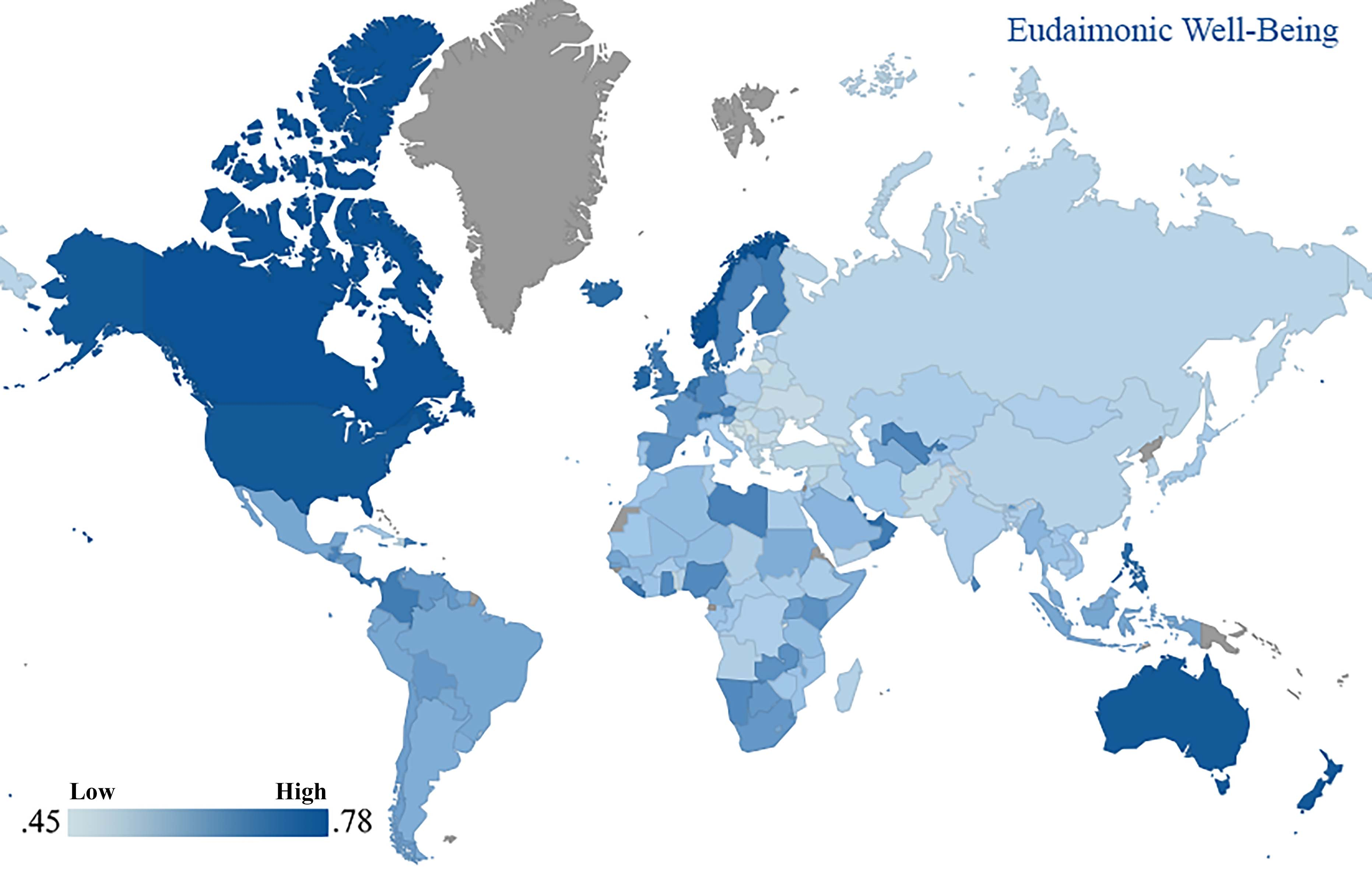
166カ国を対象とした、ユーダイモニアなウェルビーイング調査（ギャップ社による）

ユーダイモニア（古希: εὐδαιμονία [eu̯dai̯moníaː]、英: eudaimonia [juːdɪˈmoʊniə]）とは、ギリシャ語に由来する言葉であり、一般的には幸福や福祉と訳されるが、より本質的に「人間の繁栄・繁華」「祝福を受けた人々」といった訳も提案されている。
これは語源的には、eû（古希: εὐ、「良い」）＋ daímōn（古希: δαίμων、「精神」、「神霊」）という言葉に由来する。これらはArete（アレテー）とともに、アリストテレスの倫理学および政治哲学の中心的概念であり、アレテーについては一般的に「徳	」「卓越性」「実用的・倫理的知恵」と訳されている 。アリストテレスの著書ではユーダイモニアは最上の人間の善を指す言葉として使われており、実用的哲学の目的は、いかにしてユーダイモニアを実現するか、それはどのようにすれば達成することができるかであった。
人格の美徳（ēthikēaretē）と幸福（eudaimonia）との関連についての議論は、古代倫理の中心的な関心事の一つであり、様々な異なる意見が存在する。そのため多くのユーダイモニアが存在する。最も影響力のある2つのグループは、アリストテレスとストア派のものであった。アリストテレスは徳（アレテー）とその実践を、ユーダイモニアの最も重要な構成要素であると見なしたが、しかしまた健康、富、美しさなどの外面的なものの重要性も認めていた。

## 現代心理学
心理学における現代のユーダイモニアは、自己実現達成における初期の研究として、 エリク・H・エリクソン、 ゴードン・オールポート、 アブラハム・マズローなどによって行われた。
中心理論は、Dienerの主観的幸福3部モデル、Ryffの心理的幸福6因子モデル、Keyesの繁栄に関する研究、Seligmanのポジティブ心理学、オーセンティック幸福、PERMAなどが挙げられる。関連する概念は幸福、ウェルビーイング、クオリティオブライフである。